# 커낼가 (맨해튼)

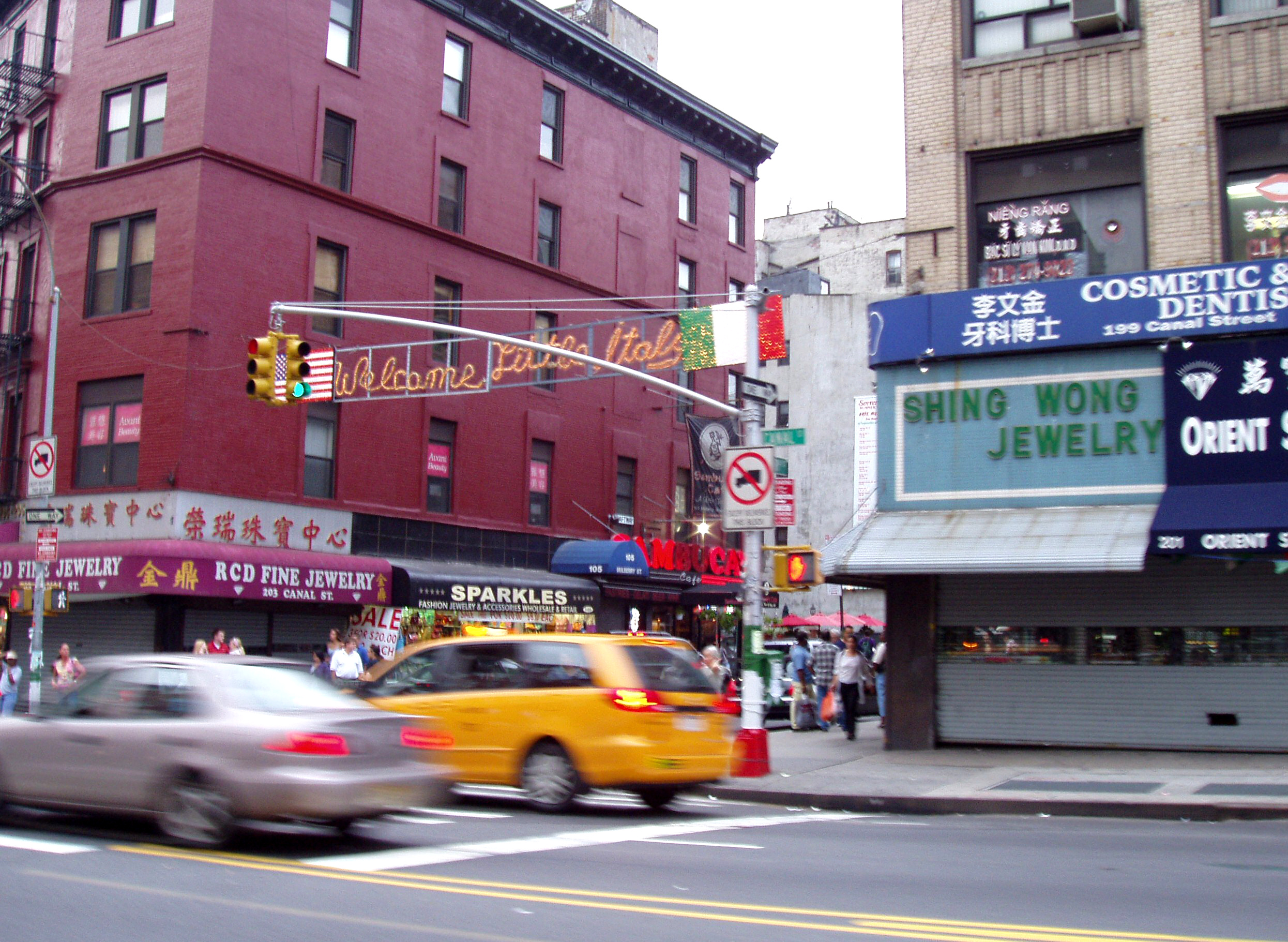
커낼 가

커낼 가(Canal Street)는 뉴저지주 서부에 홀랜드 터널 (I-78), 동쪽의 브루클린에 맨해튼 다리를 연결하여 맨해튼을 가로지르는 뉴욕의 거리이다. 도로는 차이나타운의 북쪽을 타고 리틀이털리를 둘로 가른다. 또한 트라이베카 북단, 소호의 남단되기도 한다.